# Sven Lidman
Carl Hindrik Sven Rudolphsson Lidman, född 30 juni 1882 i Karlskrona, död 14 februari 1960 i Stockholm, var en svensk författare och ledargestalt inom Pingströrelsen.

## Biografi

Sven Lidman som student. (1898)

Lidman var under sina studentår vid Uppsala universitet medlem i det litterära studentkotteriet Les quatre diables, dit också Sigurd Agrell, John Landquist och Harald Brising hörde. 

Sven Lidman som ung författare.
(cirka 1907)

 Lidman tog 1901 juridisk-filosofisk examen, och blev reservunderlöjtnant 1903. Sin författarbana inledde han som poet 1904–1908 med diktsamlingarna Pasiphaë, Primavera, Källorna och Elden på altaret samt versdramerna Imperia och Härskare, en av Oscar Levertin påverkad, blossande frasrik och obehärskat sensuell alstring.
Han övergick därefter till prosan och skrev romaner, burna av moraliskt och patriotiskt patos som Stensborg (1910) om ädlingen Johan Silfverstååhls omvändelse från romantisk individualism och sensualism till pliktbetonad åskådning, Thure Gabriel Sifverstååhl (1910) som väckte uppseende genom sina tendentiösa skildringar från unionsupplösningens år, Köpmän och krigare (1911) där ätten Silfverstååhl lieras med judisk stockholmsfinans, Carl Sifverstååhls upplefvelser (1912) en officershistoria med tydliga erotiska motiv samt Tvedräktens barn (1913), en historisk roman, vars hjälte deltar i Gustav IV Adolfs fälttåg mot Napoleon, den sista romanen i Silfverstååhlcykeln.
Under första världskriget blev Lidman tillsammans med bland andra uppsalavännen Yngve Larsson en viktig deltagare i aktiviströrelsen, som försökte få Sverige med i första världskriget på Tysklands sida. Han var redaktör för tidskriften Svensk Lösen 1916–1918 och utgav Det levande fäderneslandet. En bok om Svensk aktivism 1916.
Efter debuten som poet kom Sven Lidman att under många år räknas som en av landets främsta författare. I romanen Köpmän och krigare sökte han skapa ett slags syntes av de aristokratiska traditioner som han av gammalt älskade och den finansiella dådkraft som han senare fängslats av. Själva titeln är ett program. Den litterära alstringen fick en annan inriktning när han 1917 genomgick en frälsningsupplevelse. Efter en uppslitande skilsmässa från Carin Thiel sökte han sig till religionen och ägnade sig bland annat åt den katolskinspirerade mystiken och han arbetade med det stora översättningen av Augustinus bekännelser. 
Stor uppmärksamhet blev det när han anslöt sig till Pingströrelsen år 1921, där han blev känd som en stor vältalare och en framstående predikant. Vid sidan av Lewi Pethrus intog han en ledande roll i rörelsen. Han gav åren 1923–1950 ut flera predikosamlingar. Lidman uteslöts emellertid ur pingströrelsen (Filadelfiaförsamlingen i Stockholm) 1948 efter oenighet med Pethrus, bland annat gällande pingströrelsens sekulära verksamhet. Till oenigheten hörde exempelvis frågan om man skulle ge ut tidningen Dagen, något som Lidman motsatte sig. Lidman menade att Evangelii Härold, för vilken han var redaktör åren 1922–1948, var tillräcklig. Lidman och Pethrus försonades 1953, men något fortsatt samarbete var inte längre möjligt. 
Till Sven Lidmans bekantskapskrets hörde många av tidens stora författare och kulturarbetare. Genom giftermålet med Carin Thiel, dotter till finansmannen och konstmecenaten Ernest Thiel, kom han i nära kontakt med Bonnierfamiljen. Carin Thiels mor Anna, född i släkten Josephson, var syster till Karl-Otto Bonniers hustru Lisen. Carin var således kusin med bland andra Tor Bonnier och dennes systrar Elin, gift med Yngve Larsson och Greta, gift med Tor Berg. Bokförläggaren Tor Bonnier blev en av Lidmans vänner under hela livet. I sin bok "Längesen" har Tor Bonnier berättat om vänskapen med Lidman och om Lidmans sammanfattning av sitt liv på sin dödsbädd till Tor Bonnier "Fiasko, fiasko, fiasko". En av Sven Lidmans andliga hymner O Salighet, O Gåtfullhet, diktad 1918, finns numera med i flera svenska kyrkors sång/psalmböcker, bland andra i Den svenska psalmboken 1986 som nr 234.

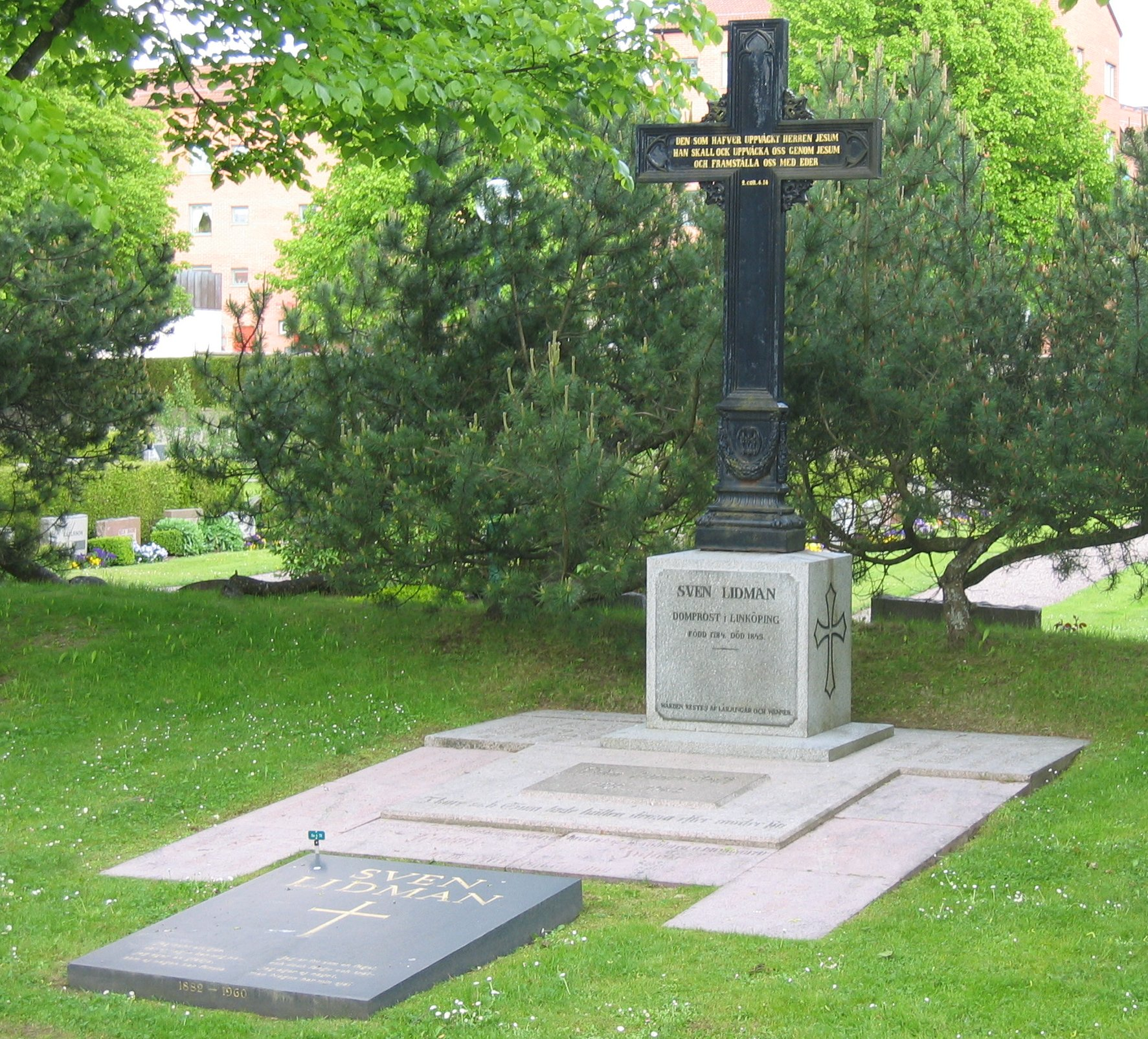
Den Lidmanska familjegraven i Linköping, där Sven Lidman vilar.

Akademiledamoten och litteraturprofessorn Knut Ahnlund gav 1996 ut en större biografi om Sven Lidman. Biografin var ursprungligen tänkt att ges ut som en minnesteckning i Akademiens regi men en konflikt mellan Ahnlund och andra ledamöter gjorde att biografin istället utgavs separat.

## Familj
Sven Lidman var son till tullförvaltaren Rudolph Lidman (1828–1889) och Olga Wolff (1851–1925). Han var först gift 1908–1917 med Carin Thiel (1889–1963), dotter till Ernest Thiel och Anna Josephson och fick med henne döttrarna Ulla Lidman-Frostenson (1910–1962), Ann-Marie Lidman-Hollinger (1912–2000) och Karin Lidman (1915–1929).
Lidman gifte 1920 om sig med författaren Brita Otterdahl (1890–1987). Barnen i detta äktenskap var Birgitta Lidman (född och död 1920), Sven Lidman (1921–2011), Sam Lidman (1923–2012), Eva Berggrén (1925–2009) och Bibi Langer (1928–2020).
Sven Lidman är begravd på Gamla griftegården i Linköping.

### Samlade upplagor och urval
- Valda berättelser. 1-4. Stockholm: Bonnier. 1924-1925
  -  1, Stensborg : roman. 1924. Libris 1486638
  -  2, Huset med de gamla fröknarna : en berättelse om helgon och hjältar. 1924. Libris 1486635
  -  3, Såsom genom eld. 1924. Libris 1486639
  -  4, Köpmän och krigare : roman. 1925. Libris 1486636
- Ur Sven Lidmans skrifter : valda stycken samlade och utgivna till hans sextiofemårsdag / av Zander Åberg. Stockholm: Filadelfia. 1947. Libris 1410421

## Priser och utmärkelser
- De Nios stora pris 1943
- Wallinpriset 1955